# Tighina
Tighina ili Bender (također i Bendery, ukrajinski: Бендери, ruski:  Бендеры) je grad u Moldaviji.

## Povijest
Grad se prvi put spominje kao važano trgovačko mjesto 8. listopada 1408. Naziv "Tighina" nalazi se u dokumentima iz druge polovice 15. stoljeća. Kroz grad je prolazila cesta koja povezuje Moldaviju i Krimske Tatare. Tijekom svoje vladavine Moldavijom Stjepan III. gradi malu drvenu utvrdu s ciljem obrane naselje od tatarskih upada.
Godine 1538., osmanski sultan Sulejman Veličanstveni osvojio je grad i preimenovao ga u Bender. Tijekom sljedećih stoljeća na području grada vodile su se mnoge bitke i njime su vladali razni vladari.
Tighina je bila dio Moldavske Demokratske Republike u razdoblju 1917. – 1918., a nakon 1918. kao dio Besarabije grad je pripadao Rumunjskoj, gdje je bilo sjedište Tighina županije. Na Uskrs 1919. Francuzi su digli mosta preko rijeke Dnjestar kako bi se blokirati boljševike. Grad je bio okupiran od strane Sovjetskog Saveza 28. lipnja 1940. Tijekom Drugog svjetskog rata ponovno je dio Rumunjske od srpnju 1941, te ponovno SSSR-a od kolovozu 1944. Od 1991 grad je bio dio samostalne Republike Moldavije .
Zbog ključnog strateškog položaja na desnoj obali rijeke Dnjestar, 10 km od Tiraspola u Benderu su se vodile najveće borbe 1992. godine, u rata za Pridnjestrovlje.
Od 1992., Bender je bio formalno u demilitariziranoj zoni osnovane krajem sukoba, ali je de facto pod kontrolom Tiraspola. Neke naselja su pod kontrolom Moldavije a neke Pridnestovlja.

## Stanovništvo
Godine 1920. Bender je imao oko 26.000 stanovnika. U to vrijeme jednu trećinu stanovništva činili su Židovi, te jednu Rumunji. U gradu su također živjeli Nijemci, Rusi i Bugari. 
Prema popisu stanovništva iz 2004. godine grad je imao 100.169 stanovnika, od kojih sam grad 97.027, a općina Proteagailovca 3.142. 

## Gradovi prijatelji
- Beira, Mozambik
- Cavriago, Italija
- Dubăsari, Moldavija
- Montesilvano, Italija
- Ochamchire, Abhazija

## Vanjske poveznice
- (polj.) Bendery  Arhivirana inačica izvorne stranice od 21. travnja 2012. (Wayback Machine) (Bender) na Zemljopisni Rječnik Kraljevine Poljske (1880.)
- Gradski portal